# Departamento Languiñeo
Languiñeo es un departamento de la provincia del Chubut, Argentina.
Posee una superficie de 15 339 km² y limita al norte con los departamentos de Futaleufú y Cushamen, al este con los de Gastre y Paso de Indios, al sur con el de Tehuelches, y al oeste con Chile.

## Demografía
En 2022 la población continuó su sostenido y lento despoblamiento al reducirse a 2884 sus habitantes.
|           | 1947  | 1960   | 1970   | 1980    | 1991   | 2001   | 2010 | 2022  |
| Población | 3.995 | 3.717  | 3.791  | 3.151   | 3.321  | 3.017  | 3085 | 2884  |
| Variación | -     | -6,95% | +1,99% | -16,88% | +5,39% | -6,44% | ?    | -6.5% |

Fuente: Instituto Nacional de Estadísticas y Censos, INDEC

## Localidades

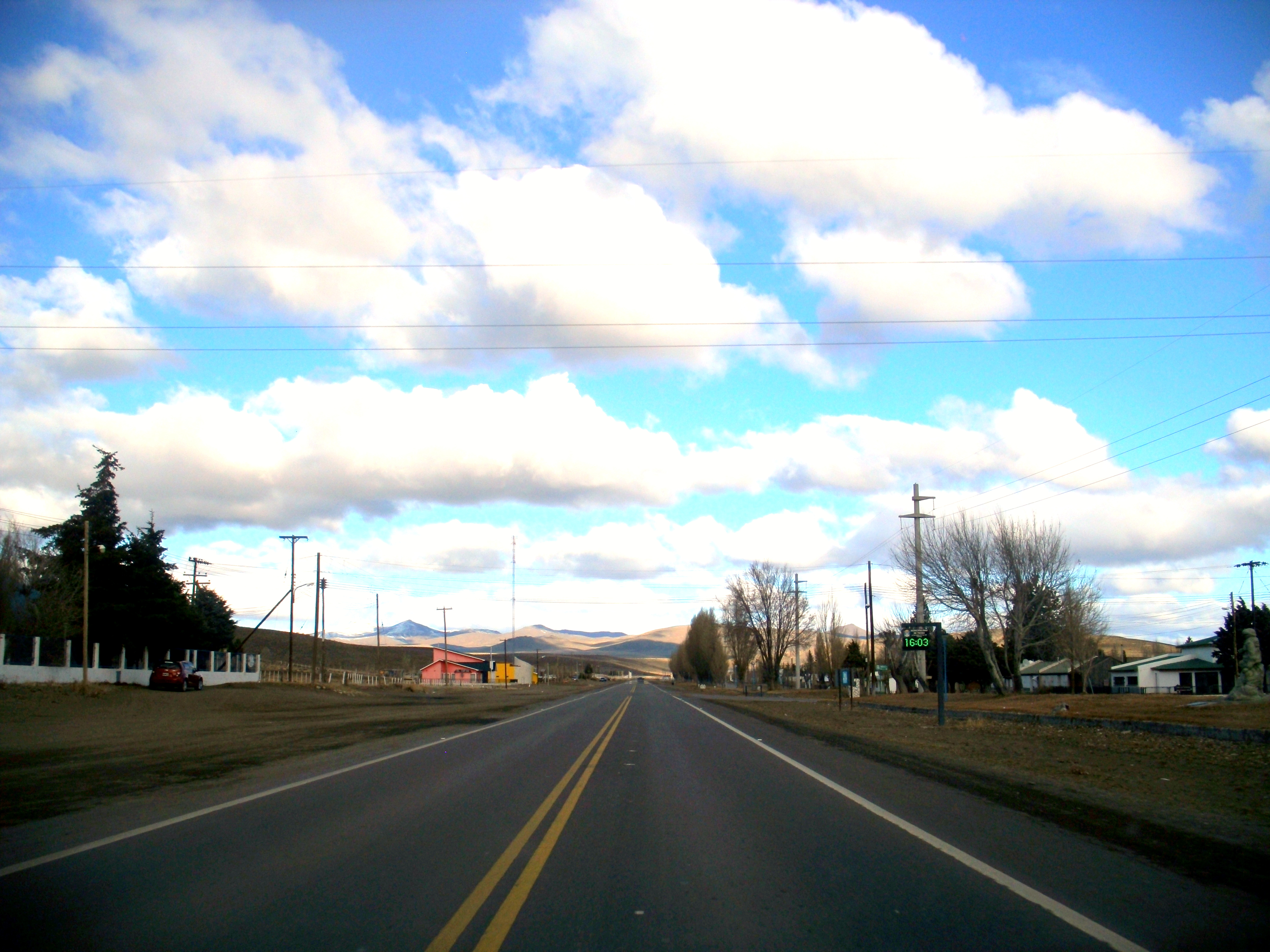
Viviendas del pueblo de Tecka al costado de la ruta 40

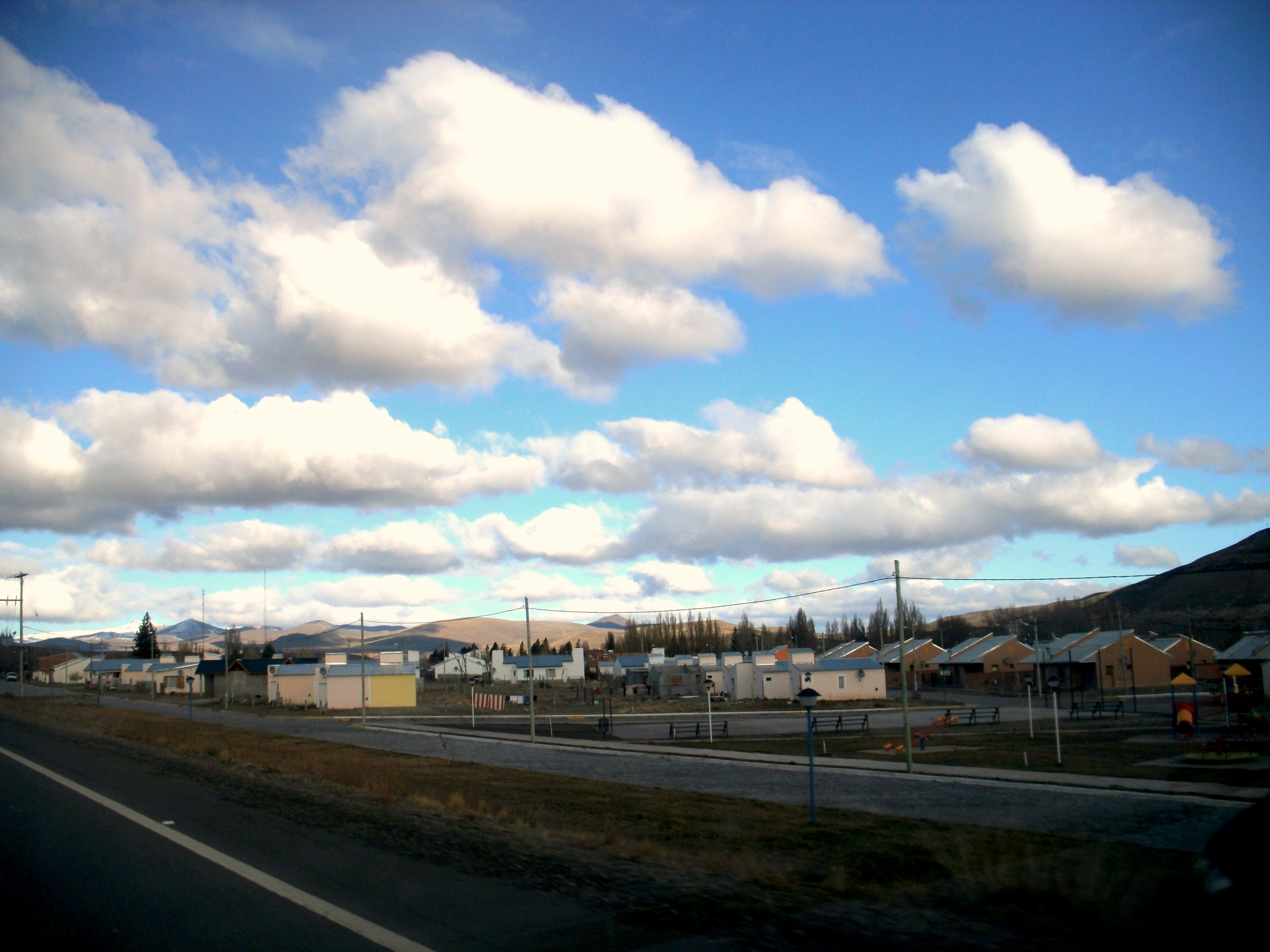
Geografìa de Tecka

- Tecka
- Paso del Sapo
- Carrenleufú
- Colan Conhué
- Aldea Epulef

## Parajes
- Las Salinas
- El Pato Negro
- Piedra Parada
- Las Horquetas
- Pampa de Agnia
- El Molle